# Żywot protopopa Awwakuma, przez niego samego nakreślony

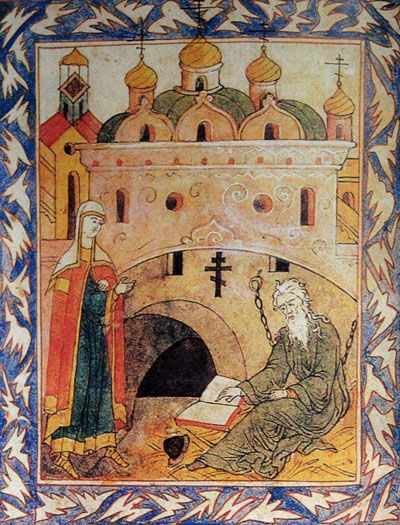
Bojarynia Morozowa odwiedza Awwakuma Pietrowa w więzieniu. W czasie osadzenia protopopa pisał on m.in. Żywot...

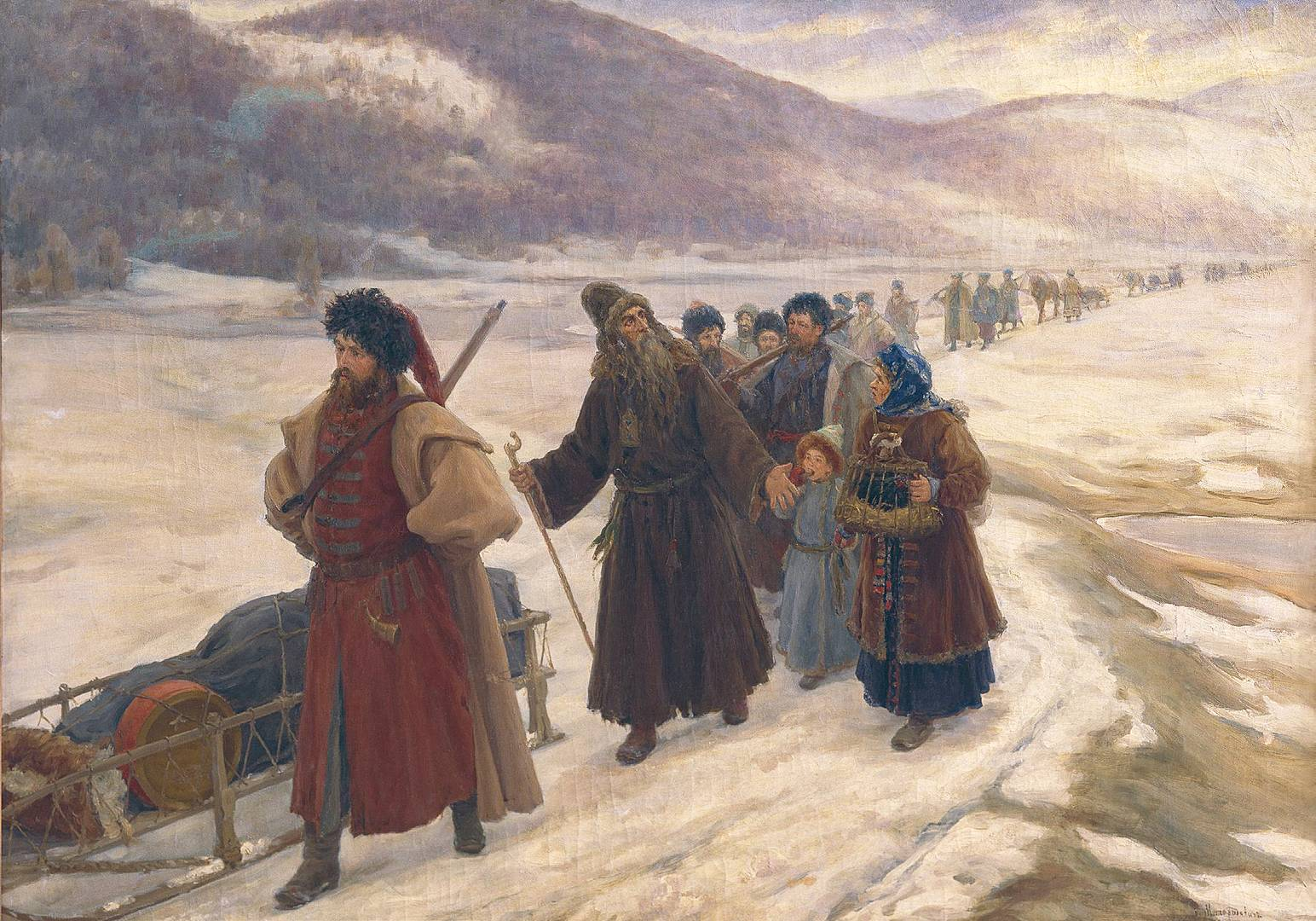
Awwakum udaje się z rodziną na zesłanie na Syberię. Jeden z epizodów opisanych w Żywocie...

Żywot protopopa Awwakuma, przez niego samego nakreślony (ros. Житие протопопа Аввакума им самим написанное) – zabytek literatury staroruskiej, autobiograficzny utwór protopopa Awwakuma Pietrowa, jednego z przywódców ruchu staroobrzędowego, sprzeciwiającego się reformom liturgicznym patriarchy Nikona. Powstał w czasie uwięzienia autora w więzieniu w Pustoziersku, gdzie trafił on w związku z działalnością opozycyjną wobec patriarchy Moskwy. Witold Jakubowski nazywa go „pierwszym w dziejach literatury rosyjskiej utworem ześrodkowującym uwagę czytelnika na indywidualności autora”.

## Okoliczności powstania utworu

### Czas powstania
Żywot protopopa Awwakuma... zachował się do naszych czasów w trzech redakcjach, z których wszystkie są dziełami jednego autora, protopopa Awwakuma Pietrowa. Co najmniej jedna wersja utworu nie zachowała się. Na podstawie analizy tekstologicznej ustalono datowanie redakcji pierwszej na drugą połowę roku 1672, najpóźniej zaś na pierwszą połowę roku następnego. Druga wersja powstała najprawdopodobniej natychmiast po zakończeniu prac nad pierwszą, a zatem również w okresie 1672–1673. Redakcję trzecią Awwakum sporządził najprawdopodobniej po 1673, ale przed 1675.
Żadna z wersji utworu nie zawierała odautorskiego tytułu. Tytuł, pod którym dzieło jest wydawane, pochodzi od jego pierwszych wydawców.

## Treść
Żywot protopopa Awwakuma zachowuje zasadniczo tradycyjną dla hagiografii ruskiej trójczłonową budowę – podniosły wstęp do biografii świętego, właściwa relacja dotycząca jego życia oraz opis cudów, jakie dokonały się za jego wstawiennictwem.
Wstęp Żywota... napisany został w języku cerkiewnosłowiańskim. Rozpoczyna go modlitwa. Następnie Awwakum w dłuższym wywodzie teologicznym krytykuje poglądy zwolenników reform Nikona oraz zapowiada rychłe nadejście końca świata. Całość kończy wyznanie wiary. W trzeciej redakcji Awwakum poszerzył treści teologiczne, cytując Pięcioksiąg i kazania św. Jana Chryzostoma.
Druga część tekstu napisana została w języku cerkiewnosłowiańskim, który w toku utworu przechodzi w mówiony język ruski. We fragmencie tym motywy przypisywane większości świętych mieszają się z indywidualnymi przeżyciami Awwakuma. Relacjonuje on wybrane epizody z młodości, następnie w szczegółach opowiada o swoich staraniach na rzecz naprawy obyczajów cerkiewnych i walce z reformami Nikona. Chronologiczny tok narracji ulega częstym zaburzeniom. Narrator nie uznaje wszystkich etapów swojego życia za równie istotne. W szczegółach opisuje zwłaszcza prześladowania, z jakimi spotykał się ze strony lokalnych władz. W realistyczny tok opowieści wplata opisy cudów i widzeń, przy czym tylko w ograniczonym stopniu przypisuje samemu sobie nadprzyrodzone możliwości.
Funkcję tradycyjnej trzeciej części utworów hagiograficznych odgrywa w Żywocie... przytoczona na końcu seria przykładów dokonanych przez niego egzorcyzmów, uzupełniona w trzeciej redakcji o kolejne ustępy polemiczne.

## Cechy utworu

### Przynależność gatunkowa utworu
Żywot protopopa Awwakuma jest dziełem synkretycznym gatunkowo. Utwór nawiązuje do stylistyki hagiograficznej poprzez wprowadzanie do tekstu modlitw, opisów cudów i wizji bohaterów. Równocześnie dzieło zrywa ze staroruską konwencją pisania utworów hagiograficznych według z góry ustalonego schematu – wprowadza prosty język zamiast skomplikowanego, podniosłego stylu przyjętego w żywotach, rezygnuje z języka cerkiewnosłowiańskiego na rzecz mówionego języka ruskiego, przeplata ze sobą elementy wizyjne i teologiczne z treściami realistycznymi. Dzieło tematycznie jest bliskie autobiografii, będąc pionierskim utworem tego typu w piśmiennictwie ruskim. W. Gusiew uważał jednak zakwalifikowanie utworu jako autobiografii za uproszczenie, sytuując Żywot... w szerszym kontekście siedemnastowiecznej literatury ruskiej i dopatrując się w utworze syntezy wielu gatunków: żywota świętego, kazania, gawędy ludowej. Gusiew uważa również, że kształt Żywota... jest zapowiedzią przyszłego rozwoju w Rosji gatunku powieści. Z tezą Gusiewa polemizuje Witold Jakubowski, twierdząc, że Żywot protopopa Awwakuma, w odróżnieniu od powieści, jest dziełem pomyślanym jako rodzaj relacji z wypadków, jakie w rzeczywistości miały miejsce, co uniemożliwia doszukiwanie się ciągłości między dziełem tym a późniejszą powieścią rosyjską. Jakubowski jest zdania, że Żywot... jest przykładem specyficznego zestawienia szczerej autobiografii z żywotem świętego, co wynika z faktu, że piszący dzieło jest przekonany o własnej wyjątkowości i o realizowaniu w swoim życiu boskiego powołania.
Specyficzną cechą utworu jest wyraźnie zaznaczony udział w jego tworzeniu drugiej osoby – mnicha Epifaniusza, duchowego ojca i przyjaciela Awwakuma, który miał zainspirować powstanie dzieła. W wielu miejscach tekstu Awwakum wprost zwraca się do Epifaniusza, wprowadzając do niego uwagi wskazujące wręcz na współautorstwo całości, a przynajmniej obecność Epifaniusza w momencie tworzenia i prowadzenie przez niego rozmów z Awwakumem (np. Dopisz coś, ojcze lub Lubiłeś mnie słuchać – opowiedz i ty bodaj trochę).

### Język utworu
W toku całego utworu Awwakum przeplata ze sobą język cerkiewnosłowiański i ludową ruszczyznę, przy czym pierwszy z wymienionych języków dominuje w ustępach teologicznych. Cechą dzieła jest ogromny ładunek emocjonalny, nasycenie tekstu wykrzyknikami wyrażającymi rozpacz, oburzenie czy strach. Utwór zrywa zupełnie z typowym dla współczesnej literatury religijnej kwiecistym językiem obfitującym w epitety, metafory i alegorie. W dziele przeplata się liryzm z ostrym, często wulgarnym językiem, jakiego Awwakum używa w odniesieniu do swoich wrogów. Zdaniem Jakubowskiego gawędziarski styl całych ustępów Żywota... wynikał z faktu, że protopop traktował swoją twórczość jako przeznaczoną do lektury ustnej, gdyż większość jego niepiśmiennych zwolenników i tak nie mogłaby samodzielnie poznawać jego tekstu. Awwakum często pokazuje również swoją erudycję, cytując z pamięci ustępy z literatury hagiograficznej i Biblii.

## Inspiracje
Na podstawie Żywota Protopopa Awwakuma powstał trzeci spektakl Ośrodka Praktyk Teatralnych Gardzienice, po raz pierwszy został publicznie zaprezentowany w sierpniu 1983, w małym włoskim kościele St. Antonio al Fonte del Cerro, w regionie Molise.